# کنت (سیگار)
کنت (به انگلیسی: Kent) یک نشان تجاری سیگار آمریکایی است که در حال حاضر توسط شرکت تنباکوی آر. جی. رینلودز در ایالات متحده و توسط شرکت بریتیش امریکن توباکو در سایر نقاط جهان تولید شده و به‌فروش می‌رسد. این نام تجاری به نام هربرت کنت، مدیر اجرایی سابق شرکت دخانیات لوریلارد نام‌گذاری شده‌است.

## تاریخچه

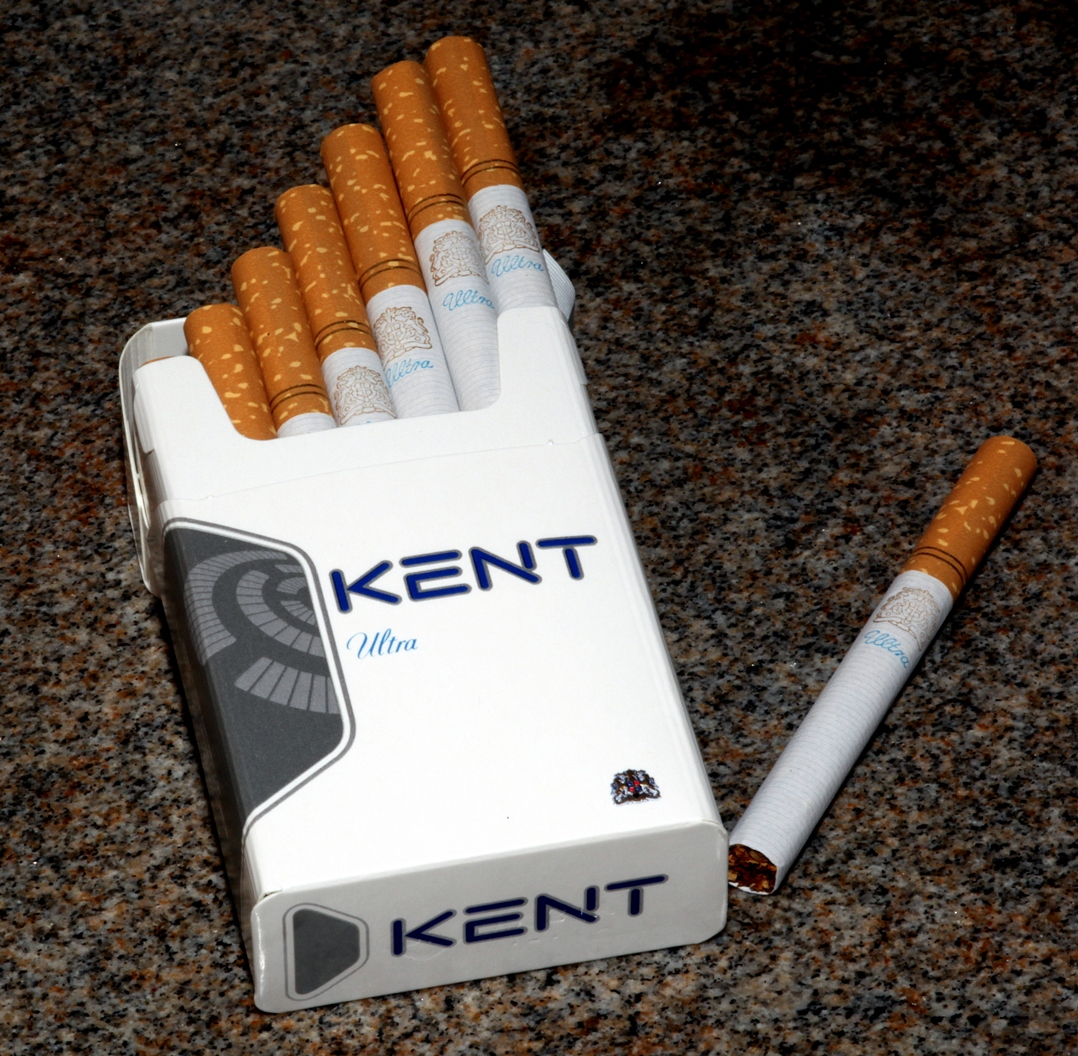
یک پاکت قدیمی سیگار کنت اولترا در آفریقای جنوبی

سیگار کنت، که توسط بسیاری از افراد به‌طور گسترده‌ای به‌عنوان نخستین سیگار فیلتردار محبوب شناخته می‌شود، در سال ۱۹۵۲ توسط شرکت دخانیات لوریلارد معرفی شد. در آن زمان مجموعه مقاله‌هایی با عنوان «سرطان بواسطهٔ کارتن» که از سوی ریدرز دایجست منتشر شد، باعث شده‌بود که بسیاری از مصرف‌کنندگان سیگار، در حالی که بیشتر برندهای موجود فاقد فیلتر بودند، به‌دنبال یک سیگار فیلتردار باشند. تبلیغات برند کنت به‌طور گسترده‌ای با اشاره به «فیلتر میکرونیت معروف» آن صورت می‌گرفت و به مصرف‌کنندگان خود وعدهٔ «عالی‌ترین حفاظت از سلامتی در تاریخ» را می‌داد. فروش برند کنت در آن دوره به‌سرعت اوج گرفت و تخمین زده شده‌است که شرکت لوریلارد در چهار سال نخست حضور کنت در بازار، حدود ۱۳ میلیارد نخ سیگار کنت را به فروش رسانده‌است. با این حال، از مارس ۱۹۵۲، دست کم تا مهٔ ۱۹۵۶ فیلترهای میکرونیت موجود در سیگارهای کنت شامل ماده سرطان‌زای آزبست آبی فشرده‌شده در درون کاغذ کرپ دور فیلتر بودند. حدس زده می‌شود که بسیاری از موارد ابتلا به مزوتلیوما به‌طور مشخص بر اثر استعمال اولین سیگارهای کنت رخ داده‌اند و این موضوع منجر به شکل‌گیری دادخواست‌های مختلفی بر علیه این نشان تجاری شد. شرکت لوریلارد در میانه‌های سال ۱۹۵۶ به‌تدریج مواد تشکیل‌دهندهٔ فیلتر سیگارهای کنت را از آزبست به مادهٔ معمول‌تر استات سلولز تغییر داد. برند کنت تا اواخر دههٔ ۱۹۶۰ به روند صعودی خود در فروش ادامه داد و پس از آن، با معرفی برندهای بیشتر سیگارهای فیلتردار که حتی مقدار کمتری از قطران را ارائه می‌کردند، روند نزولی ثابتی را برای مدتی طولانی تجربه کرد.
با این حال، کنت تا سال ۱۹۷۹ در میان ۱۰ نشان تجاری برتر سیگار باقی ماند. شرکت لوریلارد در سال ۱۹۷۷ حقوق برند کنت و سایر برندهای خود در خارج از مرزهای ایالات متحده را واگذار کرد و امروزه تمامی سیگارهای کنت که خارج از این کشور تولید می‌شوند، متعلق به شرکت بریتیش امریکن توباکو هستند.
شرکت بریتیش امریکن توباکو در دههٔ ۱۹۷۰ برند کنت را خریداری کرد، فروش آن در خارج از ایالات متحده را آغاز کرد و در نهایت آن را در کنار برندهای دانهیل، لاکی استرایک، پال مال و روتمنز، به یکی از محبوب‌ترین نشان‌های تجاری خود تبدیل کرد.
در ۱۵ ژوئن ۲۰۱۴ شرکت رینولدز امریکن با یک پیشنهاد ۲۷٫۴ میلیارد دلاری، شرکت دخانیات لوریلارد را خریداری کرد و با برقراری این قرارداد از ۱۲ ژوئن ۲۰۱۵ نشان تجاری کنت تحت مالکیت شرکت تنباکوی آر. جی. رینولدز قرار گرفت.
مهمترین نقاط عطف در تاریخچه سیگار کنت:
- ۱۹۵۲: سیگار کنت با فیلتر میکرونیت خود معرفی شد.
- ۱۹۵۳: کنت به پرفروش‌ترین برند سیگار در ایالات متحده تبدیل شد.
- ۱۹۶۰: سیگار کنت به یک برند جهانی تبدیل شد.
- ۱۹۷۰: فیلتر میکرونیت کنت با فیلتر جدیدی جایگزین شد.
- ۱۹۷۵: کنت به تولید سیگار با طعم‌ها و انواع متنوع پرداخت.
- ۲۰۲۳: سیگار کنت همچنان یکی از محبوب‌ترین برندهای سیگار در جهان است.

## در ایران
سیگارهای کنت متنوع‌ترین سیگارهای موجود در بازار ایران هستند. نشان تجاری کنت، که محصولات آن در داخل ایران تولید می‌شوند، در کنار برندهای وینستون و مارلبرو جزو پرفروش‌ترین سیگارهای بازار ایران است.

### انواع
فهرست محصولات کنونی کنت در بازار ایران در فهرست زیر آمده‌است:

کنت ویوا
ویوا ۶ (لایت قطران ۶ میلی گرم ، نیکوتین ۰/۵ میلی گرم)

ویوا ۴  (اولترا قطران ۴ میلی گرم ، نیکوتین ۰/۴ میلی گرم)

#### کنت پلاس
پلاس ۸ (لایت؛ قطران ۸ میلی‌گرم، نیکوتین ۰٫۷ میلی‌گرم)،
پلاس ۶ (اولترا لایت؛ قطران ۶ میلی‌گرم، نیکوتین ۰٫۶ میلی‌گرم)
پلاس ۴ (قطران ۴ میلی‌گرم، نیکوتین ۰٫۳ میلی‌گرم)

#### کنت سوئیچ
سوئیچ ۸ (قطران ۸ میلی‌گرم، نیکوتین ۰٫۷ میلی‌گرم)،
میکس آروما و میکس فرش‌لاک (دارای دو کپسول با طعم‌های مختلف؛ قطران ۷ میلی‌گرم، نیکوتین ۰٫۵ میلی‌گرم)
دمی سوئیچ یا اچ‌دی سوئیچ (قطران ۶ میلی‌گرم، نیکوتین ۰٫۵ میلی‌گرم)
نانو کلیک (قطران ۵ میلی‌گرم، نیکوتین ۰٫۵ میلی‌گرم)

#### کنت کور
کنت قرمز (قطران ۹ میلی‌گرم، نیکوتین ۰٫۸ میلی‌گرم) 
کنت آبی ۸ یا کنت هشت (قطران ۸ میلی‌گرم، نیکوتین ۰٫۶ میلی‌گرم)
کنت نقره‌ای ۴ یا کنت چهار (قطران ۴ میلی‌گرم، نیکوتین ۰٫۴ میلی‌گرم)
کنت سفید ۱ یا کنت یک (قطران ۱ میلی‌گرم، نیکوتین ۰٫۱ میلی‌گرم) (توقف توزیع در ایران)

#### کنت اچ‌دی
اچ‌دی ۶ (قطران ۶ میلی‌گرم، نیکوتین ۰٫۵ میلی‌گرم)
اچ‌دی ۴ (قطران ۴ میلی‌گرم، نیکوتین ۰٫۴ میلی‌گرم)
اچ‌دی ۱ (قطران ۱ میلی‌گرم، نیکوتین ۰٫۱ میلی‌گرم)

کنت کریستال
کریستال ۶(لایت قطران ۶ میلی گرم ، نیکوتین ۰/۵ میلی گرم)
کریستال ۴ (اولترا قطران ۴ میلی گرم ، نیکوتین ۰/۴ میلی گرم)

#### کنت نانو
نانو آبی ۴ یا نانو چهار (قطران ۴ میلی‌گرم، نیکوتین ۰٫۴ میلی‌گرم)
نانو سفید پشمکی ۱ یا نانو یک (قطران ۱ میلی‌گرم، نیکوتین ۰٫۱ میلی‌گرم)

#### کنت سوپراسلیم
سوپراسلیم لایت(آبی) 
سوپراسلیم الترا(نقره ای) 
سوپراسلیم کلیک (شرابی)

## بازارها
سیگار کنت در کشورهای زیر به‌فروش می‌رسد: استرالیا، بلژیک، بریتانیا، نروژ، سوئد، فنلاند، لوکزامبورگ، هلند، آلمان، سوئیس، اتریش، اسپانیا، ایتالیا، لهستان، رومانی، مولداوی، جمهوری چک، کرواسی، صربستان، آلبانی، استونی، لتونی، لیتوانی، بلاروس، اوکراین، روسیه، گرجستان، قزاقستان، ازبکستان، مصر، آفریقای جنوبی، سوریه، اسرائیل، ایران، ایالات متحده، مکزیک، السالوادور، شیلی، پرو، برزیل، پاراگوئه، آرژانتین، ویتنام، سنگاپور، مغولستان، چین، هنگ کنگ، ژاپن و کره جنوبی.